# Campionati africani di lotta 1971
I campionati africani di lotta 1971 sono stati la 2ª edizione della manifestazione continentale organizzata dalla FILA. Si sono svolti nel gennaio 1971 ad Alessandria d'Egitto in Egitto. 

## Podi

### Uomini

#### Lotta libera
| Evento       | Oro                    | Argento                    | Bronzo                   |
| 48 kg        | Hassan Sami Egitto     | Habib Dlimi Tunisia        | Habib Akkara Marocco     |
| 52 kg        | Salem Mongued Egitto   | Mohammed Karmous Marocco   | Habib Chawachi Marocco   |
| 57 kg        | Ibrahim Karim Egitto   | Mohammed El Kassah Marocco | Noureddin Majeri Marocco |
| 62 kg        | Mohamed Yehia Egitto   | Khalifa Karawane Marocco   | Abdelmajid Touati Libia  |
| 68 kg        | Mohamed Gaber Egitto   | Brahim Ghariani Tunisia    | Abou Abdelwanis Libia    |
| 74 kg        | Ibrahim Mohamed Egitto | Ahmed Siudani Tunisia      | Rejeb Belhadj Libia      |
| 82 kg        | Mahmoud Farid Egitto   | Faraj Berek Marocco        | Khemais Djelassi Tunisia |
| 90 kg        | Ahmed Mahmoud Egitto   | R'Bai Allal Marocco        | Alioune Camara Senegal   |
| 100 kg       | Mohamed Said Egitto    | Robert N'Diaye Senegal     | Zerazou Slimane Tunisia  |
| oltre 100 kg | Moustafa Ahmed Egitto  | Ali Gharbi Tunisia         | Salimen Aouad Libia      |

## Medagliere
La nazione ospitante è evidenziata.
| Pos.   | Paese   | Oro | Argento | Bronzo | Totale |
| ------ | ------- | --- | ------- | ------ | ------ |
| 1      | Egitto  | 10  | 0       | 0      | 10     |
| 2      | Marocco | 0   | 5       | 1      | 6      |
| 3      | Tunisia | 0   | 4       | 4      | 8      |
| 4      | Senegal | 0   | 1       | 1      | 2      |
| 5      | Libia   | 0   | 0       | 4      | 4      |
| Totale | Totale  | 10  | 10      | 10     | 30     |